# Pablo Segóbriga de Garmany
Pablo Morales García, más conocido por su nombre artístico, Pablo Segóbriga de Garmany, es un mago y mentalista español, de los más populares en magia de cerca y director de la Sala de Magia Houdini de Madrid. Es miembro de la Sociedad Española de Ilusionismo, del Círculo de Ilusionistas Profesionales y mago de honor del Club Mágico Portugués.

## Trayectoria
Nació en Saelices, provincia de Cuenca, de cuyas ruinas romanas toma su apellido artístico. Segóbriga desarrolló una temprana afición a la magia desde que a los ocho años viera por primera vez al mago Barceló.
En los años 80 formó compañía con el mago cómico Conde Ropherman y el mago clásico Víctor Arrogante y, bajo el nombre artístico "La compañía mágica" recorrieron España. También durante esta década Segóbriga fue presidente y vicepresidente de la Sociedad Española de Ilusionismo (SEI), de la que sigue siendo miembro. 
Actúa de forma permanente en el Rincón Mágico de Pablo Segóbriga, ubicado en Madrid.
Desde 1989, Segóbriga viene transmitiendo sus conocimientos en cursos de Magia por los que han pasado centenares de alumnos; muchos de ellos son hoy magos con una posición considerable en el panorama nacional. Su formación se imparte en la Sala de Magia Café Molière, que funciona como sede del Club de Alumnos de Pablo Segóbriga (CAPS), que se reúne una vez por semana para puestas en común de conocimientos, conferencias, charlas y galas.

## Espectáculo de magia
Especializado en magia de cerca, el espectáculo de Segóbriga se caracteriza por incluir enseres domésticos como imperdibles, cajas de cerillas o gomas elásticas, además de magia con naipes. También realiza exhibiciones de mentalismo, doblando cubiertos con el poder de la mente, telequinesia y adivinación de cartas elegidas por los espectadores. 

## Premios
- Congresos Mágicos Nacionales.- 1.º, 2.º y 3.º de MICROMAGIA.
- Premio al efecto más ESPECTACULAR (en Oviedo).
- Sociedad Española de Ilusionismo (Madrid): Premio JULIO CARABIAS.
- Sociedad Española de Ilusionismo (Madrid): Premio SAN JUAN BOSCO.
- Congreso Mágico de Portugal: Premios 1.º de MENTALISMO y 2.º de MICROMAGIA.
- Asociación Valenciana de Ilusionismo: Mago de Honor - Almussafes/ abril de 2005